# Косостеблик дзьобатий
Косостеблик дзьобатий (Plagiomnium rostratum) — вид мохів порядку головмохальних (Bryales).

## Поширення
Ареал охоплює такі частини світу: Європа, Африка, Північна Америка, Південна Америка, Азія, Нова Зеландія.
Населяє вапняні скелі, ліси, скелі, ґрунт; від низьких до помірних висот.

## Галерея

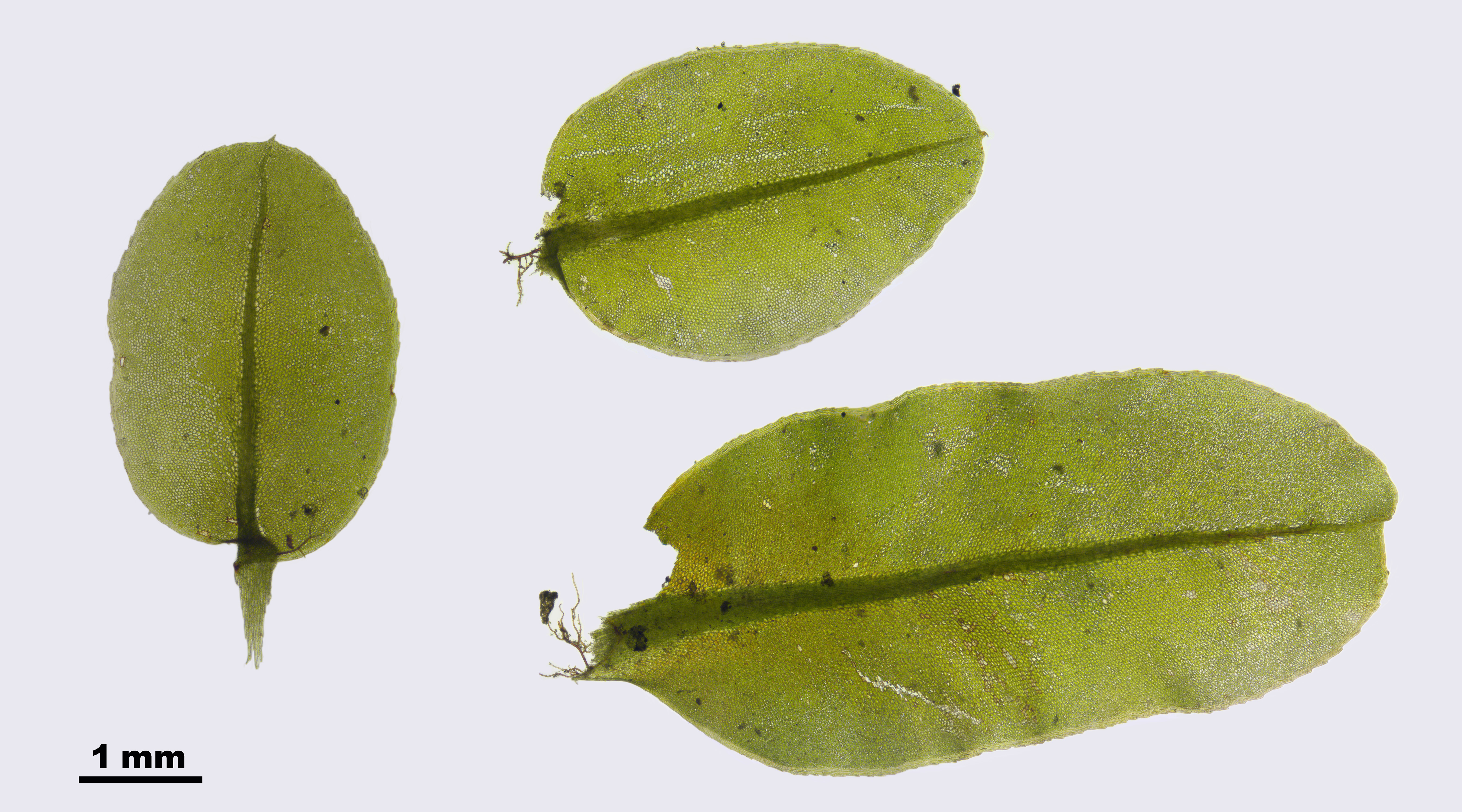
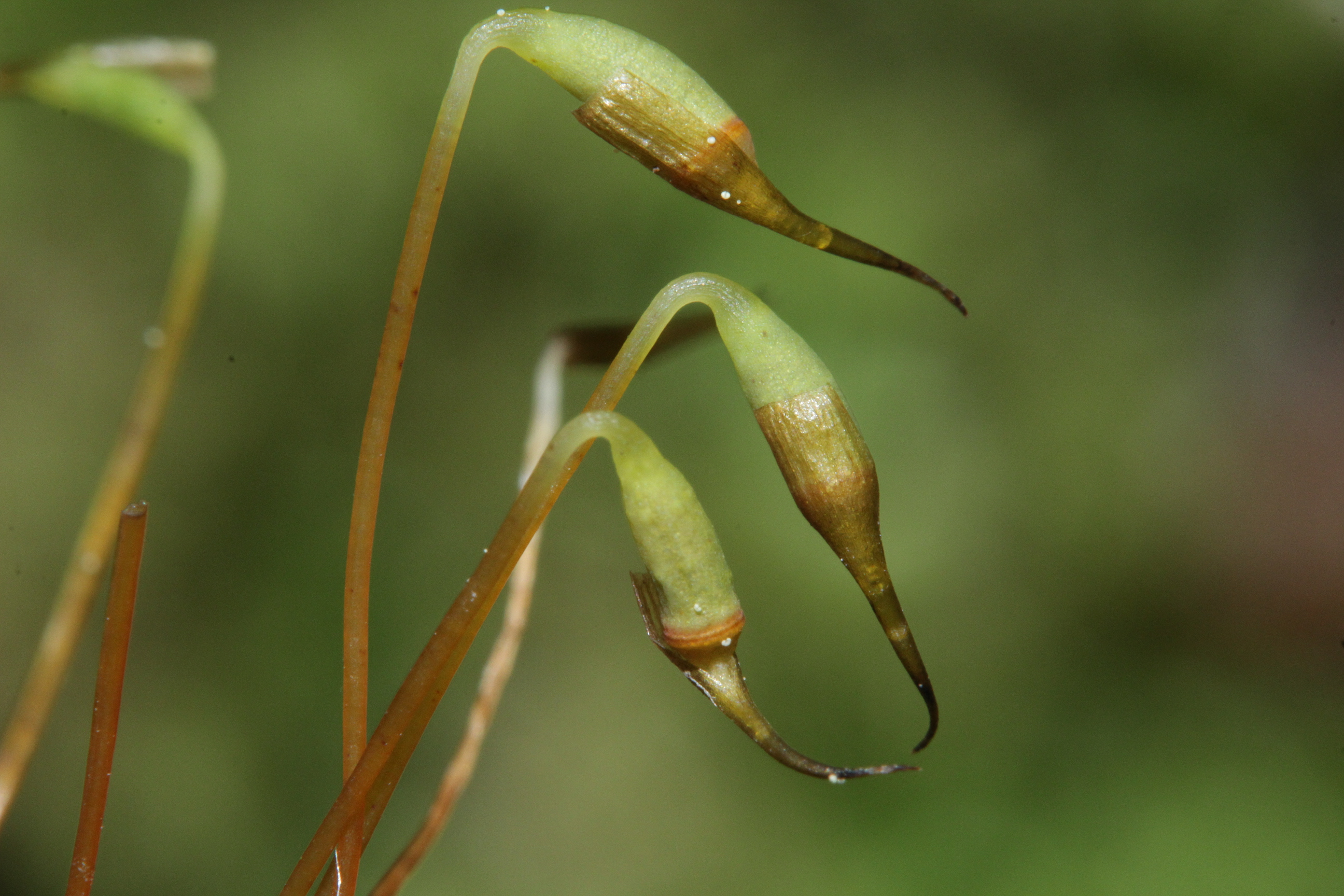
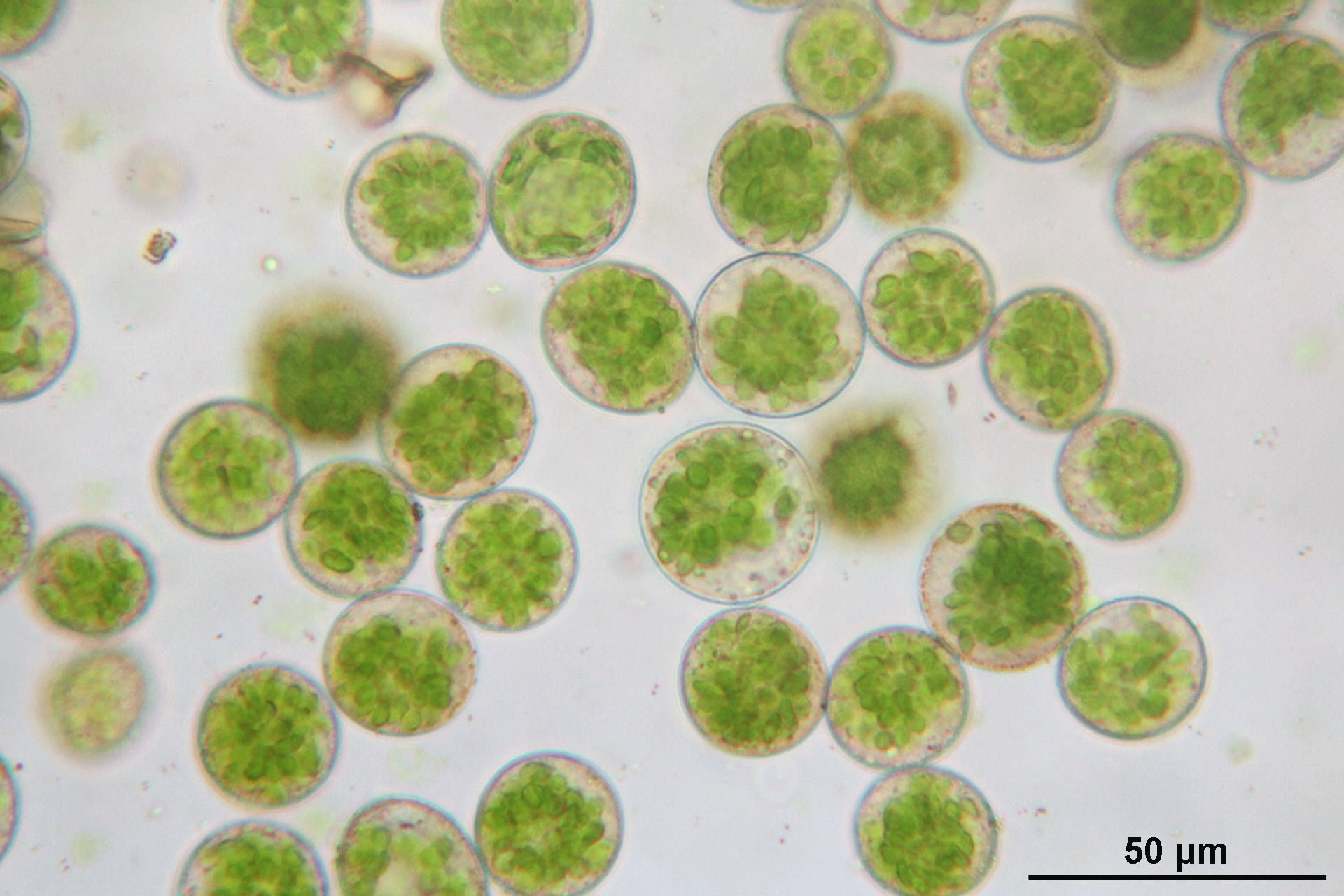
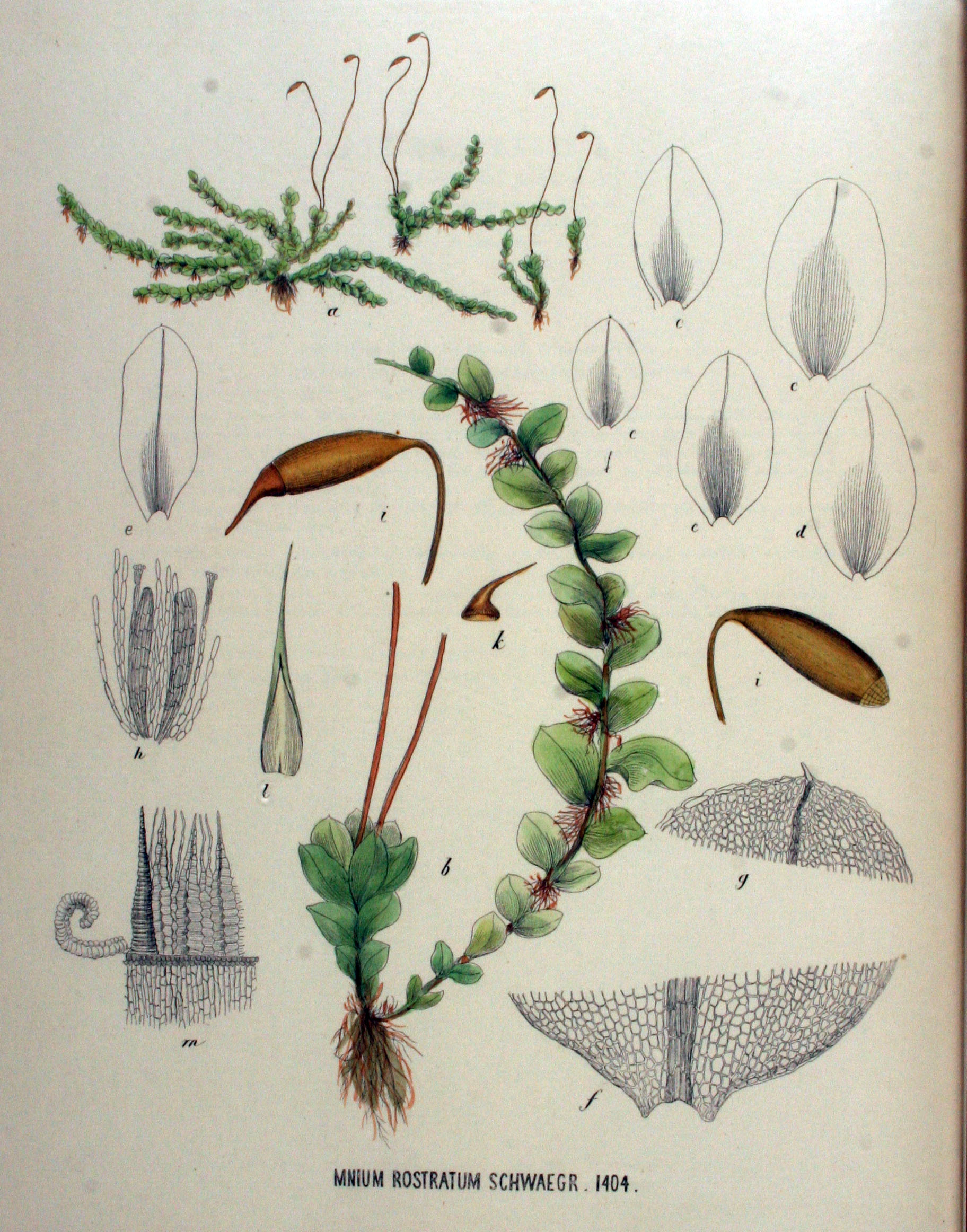

## Характеристика
Стебла прямовисні, 1–2 см; стерильні стебла до 6 см. Листки від світло- до темно-зеленого кольору, хрусткі та зігнуті, коли сухі, плоскі чи іноді слабо хвилясті у старих листків, коли вологі, широко-еліптичні або яйцеподібні, 2.5–4(7) мм; краї слабо зубчасті дистально чи біля основи, іноді цілі, зубці тупі, з 1 (або 2) клітин; верхівка широко заокруглена, зрізана чи загнута. Вид синоїчний. Коробочкові ніжки 1–4, жовті, з віком червонуваті, 1.5–3(4) см. Коробочка від горизонтальної до пониклої, циліндрична або видовжено-циліндрична, 2.5–4.5 мм. Спори 22–33 мкм.